# Curt Wittje
Curt Wittje, minder gebruikelijk Kurt Wittje,  (Wandsbek, 2 oktober 1894 - 6 maart of 16 maart 1947) was een Duitse officier en SS-Gruppenführer (generaal-majoor) tijdens de Tweede Wereldoorlog. Hij was het hoofd van het SS-Hauptamt. En parlementslid voor de NSDAP in de Rijksdag. In 1938 werd Wittje ontslagen uit de SS op verdenking van homoseksualiteit.

## Leven
Op 2 oktober 1894 werd Curt Wittje geboren in Wandsbek. Hij was de zoon van de geheime regeringsraadslid, en vanaf 1901 tot 1919 burgemeester van Detmold Robert Wittje (1852-1921) en zijn vrouw. In februari 1913 behaalde Wittje aan het gymnasium Leopoldinum in Detmold zijn Abitur. Na zijn schoolgang meldde hij zich op 5 maart 1913 aan om als Fahnenjunker (aspirant-officier) dienst te gaan doen in het Königlich Bayerisches 1. Feldartillerie-Regiment „Prinzregent Luitpold“ van het Beiers leger. En hij ging vervolgens naar de militaire academie in Danzig, en behaalde in juni 1914 zijn Offizierspatent als Leutnant (tweede luitenant).

### Eerste Wereldoorlog
Tijdens de Eerste Wereldoorlog diende Wittjes in verschillende functies: batterijcommandant, opleidingsleider, ordonnansofficier, adjudant bij de Arko, en divisiestaf en Generale Stafofficier. In september 1917 werd hij bevorderd tot Oberleutnant (eerste luitenant). Aan het einde van de oorlog raakte Wittjes zwaargewond, en kwam op 15 november 1918 in België krijgsgevangen. In maart 1919 ontsnapte hij, en vluchtte via Nederland naar Duitsland terug. 

### Interbellum
Wittjes werd opgenomen in de Reichswehr, en werd als brigadeadjudant van het 79. Feld-Artillerie Brigade ingezet. Op 1 oktober 1920 werd hij benoemd als adjudant van het 1e Artillerieregiment. In 1922 trouwde Wittjes met Irene Skowronski. Het echtpaar kreeg twee dochters (geboren 1927 en 1933). Op 1 juni 1925 werd hij bevorderd tot Hauptmann (kapitein). Als Hauptmann werd Wittjes benoemd tot regimentsadjudant, en batterijchef in het 1e Artillerieregiment. 
Op 23 november 1928 werd een onderzoek ingesteld tegen Wittje omdat hij mannelijke ondergeschikten seksueel lastig zou hebben gevallen. Het Openbaar Ministerie van Allenstein sloot het onderzoek af, stelde dat er sprake was van "een gebrek aan enige abnormale instelling" en schreef de incidenten toe aan "zinloze dronkenschap". Wittje's superieuren in de Reichswehr waren minder mild in hun oordeel: Wittje moest op 1 mei 1929 zijn ontslag indienen. En werd enig tijd later lid van de Nationaalsocialistische Duitse Arbeiderspartij (NSDAP). 
Vanaf 1929 tot april 1933 was Wittjes afdelingsleider en bestuurslid van de mouterij Ireks A.G. in Kulmbach, waar ook de latere chef van het Hauptamt SS-Gericht Franz Breithaupt werkte. Op 1 maart 1931 werd Wittjes lid van de Schutzstaffel (SS). Hij werd ingeschaald als SS-Mann, en werd geplaatst in de 1e Sturm van de II.Sturmbann in de 3.SS-Standarte. Op 30 juni 1931 werd Wittjes benoemd tot gevolmachtigde beheerder van de III.Sturmbann in de 3. SS-Standarte. Tijdens deze functie werd hij bevorderd tot SS-Sturmbannführer (majoor). Hierna werd hij benoemd tot chef van de  III.Sturmbann in de 3.SS-Standarte. Hierop volgend werd hij bevorderd tot SS-Standartenführer (kolonel). Na zijn bevordering, werd hij benoemd tot commandant van de de 41.SS-Standarte. Vanaf april 1933 ging Wittjes werken als gouwredenaar voor de Gouw Oberfranken ingezet werd. Op 24 april 1932 werd hij gekozen als lid voor de NSDAP in de Beierse Landdag. Hij legde zijn zetel in het deelstaatparlement neer, toen hij op 5 maart 1933 werd gekozen in de Rijksdag voor het kiesdistrict Baden. Vanaf 1 juni 1932 tot 19 april 1933 was Wittjes commandant van de SS-Abschnitt IX. Hierna volgde zijn commando over de 57.SS-Standarte. In januari 1933 probeerde hij als leider van SS-Abschnitts IX voor Franken en Thüringen samen met Richard Hildebrandt te voorkomen dat de Neurenbergse gouwleider Julius Streicher de SS zou beïnvloeden.
In april 1933 nam Wittje, nu een fulltime SS-leider, de SS-Oberabschnitt Nord (later SS-Oberabschnitt Nordsee) in Hamburg over, voordat hij op 12 februari 1934 werd benoemd tot hoofd van het SS-Hauptamt. In deze functie functioneerde Wittje als verbindingsman tussen Himmler en Theodor Eicke, toen deze eind mei 1934 bij de oprichting van de Inspektion der Konzentrationslager (IKL) (vrije vertaling: inspectie van de concentratiekampen) de controle over het concentratiekamp Lichtenburg overnam. In het conflict met de Wehrmacht over de opstelling van permanent bewapende SS-eenheden wees Wittje op 29 mei 1934 dat de SS militair gestructureerd was en dat delen van de SS mogelijk "ter beschikking gesteld zouden worden voor nationale defensiedoeleinden". Hij weigerde SS-leden die eerder tot de Reichswehr behoorden ter beschikking te stellen van de Wehrmacht.
Volgens latere verklaringen van Himmler informeerde de rijksminister van Defensie en generaal Werner von Blomberg de rijkskanselier Adolf Hitler over de omstandigheden die hadden geleid tot Wittje's ontslag uit de Reichswehr in 1929. Hitler gaf Blombergs "aanwijzingen" in juni 1934 door aan Himmler, nog vóór de zogenaamde "Nacht van de Lange Messen". Na de moord op Röhm, die ook gerechtvaardigd was vanwege zijn homoseksualiteit, bracht Himmler Wittje op de hoogte van de beschuldigingen, maar wees Wittje's aanbod tot ontslag af. Tegenover Hitler verklaarde Himmler niet laten vallen van Wittje, aan het feit dat hij niet wilde dat de Wehrmacht enige invloed zou hebben op zijn personeelsbeslissingen in de SS.
Wittje negeerde de waarschuwingen van Himmler om zich te onthouden van alcoholgebruik; Relevante contacten met ondergeschikten werden herhaald. Op 14 mei 1935 werd Wittje als hoofd van het SS-Hauptamt vervangen door August Heißmeyer, "wegens ziekte", zoals de SS-nieuwsblad Das Schwarze Korps het uitdrukte. Vanaf april 1937 behoorde Wittje tot de directie van Hamburger Waaren-Commissies-A.G. (WACO) die een explosievenfabriek wilde bouwen in de buurt van Dannenberg.
In februari 1938 Wittje werd gearresteerd nadat er weer "avondfeestje in de kring van kameraden" hadden plaatsgevonden, geobserveerd door de Hamburgse Gestapo. Himmler schorste Wittje van SS-dienst, en richtte een zogenaamde "kleine arbitragehof" op om de beschuldigingen van "homoseksuele gezindheid en homoseksueel wangedrag" op te helderen. Het kleine arbitragehof stond onder voorzitterschap van Friedrich-Wilhelm Krüger en de bijzitters Udo von Woyrsch en Theodor Eicke. De Hamburgse Gestapochef Bruno Streckenbach en Josef Meisinger, hoofd van het Reichszentrale zur Bekämpfung der Homosexualität und der Abtreibung, kregen de opdracht een onderzoek in te stellen. Het "kleine arbitragehof" pleitte er blijkbaar voor dat Wittje in de SS moest blijven. In juni 1938 sprak Himmler dit tegen:
Erstaunt bin ich darüber gewesen, daß die ganzen Besoffenheitsangelegenheiten des Gruppenführers Wittje dem Schiedshof überhaupt nicht aufgefallen sind. […] Aus meiner persönlichen und meines Amtes leider sehr reichen Erfahrung halte ich es selbstverständlich für möglich, daß ein Mann ein- oder zwei Mal zu Unrecht auch in homosexueller Hinsicht verdächtigt wird, […] daß ein Mann einmal in der Trunkenheit das heulende Elend bekommt und andere Leute umarmt. […] Ich halte es aber für ausgeschlossen, daß Dienststellen verschiedenster Art, die lokal weit voneinander entfernt sind, […] Menschen, immer wieder denselben Tatbestand der Besoffenheit und dann des Aus-der-Rolle-fallens und des schon so oft genannten Männerumarmens, Küssens und An-sich-drückens erzählen und zu Protokoll geben.
Verbaasd ben ik daarover geweest, dat de gehele dronkenschap aangelegenheid van de Gruppenführers Wittje door het arbitragehof überhaupt niet opgemerkt is. Op mijn persoonlijke en mijn ambtsleider zeer rijke ervaring houdt ik het vanzelfsprekend voor de mogelijkheid, dat een man een of twee keer ten onrechte van homoseksualiteit opzicht werd verdacht, dat een man eens in dronkenschap de huilende ellende krijgt en andere mensen omhelst. Ik hou het voor uitgesloten dat een functie, die plaatselijk ver van elkaar verwijderd zijn uitgesloten is, mensen keer op keer dezelfde feiten van dronkenschap, en dan het uit-de-rol-vallen en het zo vaak genoemde mannen omhelzen, kussen en knuffelen vertelde en zich aan protocol houden.
Op 12 november 1938 werd Wittje definitief uit de SS gezet.

### Na zijn ontslag uit de SS
Vanuit Hamburg, een jaar na de oprichting van het zogenaamde protectoraat Bohemen en Moravië (15 maart 1939), raakte Wittje geïnteresseerd in een Praagse fabriek gerund door joodse industriëlen die wereldwijd bekend stond om hun drukknopen. Die deel uitmaakte van de zogenaamd "ariseren": het bedrijf "Jindřich Waldes & Co.", werd omgedoopt tot "Koh-i-noor" na zijn "integratie" in de oorlogsindustrie van het Derde Rijk. In de zomer van 1940 hadden meerdere gegadigde belangstelling voor de bekende Praagse metaalwarenfabriek [Waldes & Co.] getoond, onder meer de SS-Gruppenführer Wittje uit Hamburg. Die verwees naar zijn steun in het partijapparaat, en een bestuurslid van de Vereinsbank in Hamburg, die verantwoordelijk was voor het bedrijf, wilde zijn schoonzoon kopen. Wittje was echter niet betrokken bij de overname van Waldes. 
In januari 1942 werd Wittje pas weer opnieuw vermeld op een lijst van SS-leden die in het kader van de zogenaamde ‘arisering’ probeerden voormalig joodse bedrijven in het Protectoraat Bohemen en Moravië over te nemen: hij was betrokken bij de ‘verwerving’ van de mechanische weverij en vlasspinnerij van de gebroeders Buxbaum in Eipel, in het toenmalige district Náchod, hadden belangstelling. Dit gebeurde met toestemming van Himmler, zoals blijkt uit een brief aan plaatsvervangend Rijksprotector Kurt Daluege: “Met deze brief wil ik u informeren dat de voormalige SS-Gruppenführer Wittje met mijn toestemming een economisch bestaan heeft gekregen in het Protectoraat. “Hij, Himmler, steunde Wittje’s ‘economische activiteiten, vooral uit respect voor zijn vrouw en kinderen.’ Himmler droeg Daluege op om Wittje ‘goed in de gaten te houden’ en ‘aan alle instanties duidelijk te maken dat hij geen Gruppenführer van de SS was.” Wittje slaagde er gaandeweg in om het bedrijf Buxbaum over te nemen zonder gebruik te maken van eigen vermogen door de koopprijs, die doorgaans laag was zoals bij zogenaamde "Ariseringen", te laten financieren uit de opbrengsten van het bedrijf. in 1944 vertrok de Hamburgse partner na meningsverschillen met Wittje, en werd op 13 november 1944 in Náchod het bedrijf "Ostböhmische Textilwerke Curt Wittje" alleen op zijn naam geregistreerd.

## Aan het einde van de oorlog
Tijdens de eindfase van de oorlog werd Wittjes als bataljonsleider in de Volkssturm ingezet. In mei 1945 werd hij aan het einde van de oorlog in Tsjecho-Slowakije gearresteerd. Over de plaats en het exacte tijdstip van zijn overlijden is verschillende informatie beschikbaar: enerzijds zou hij op 16 maart 1947 in Tsjechische gevangenschap zijn gestorven, anderzijds op 6 maart 1947 in Moskou. Volgens andere bronnen was hij voor het laatst zijn gezien in een gevangenis in Moskou en neergeschoten na een proces voor een Sovjet militair tribunaal wegens oorlogsmisdaden op 6 maart 1947 in de Sovjet-Unie.

## Een homoseksueel in de SS?
Tegen de achtergrond van de vervolging van homoseksuelen tijdens het nationaalsocialisme is het opvallend dat Wittje's leven de aarzelende vervolging van zijn vermoedelijke homoseksualiteit door Himmler. Himmler die als extreem homofoob werd beschouwd, trad doorgaans streng op tegen SS-leden die verdacht werden van homoseksualiteit. In 1938 werd Wittje pas en zonder straf uit de SS gezet. Vier jaar nadat Himmler de eerste ‘tips’ had gekregen en Wittje opviel door verdere aanvallen op ondergeschikten, veelal onder invloed van alcohol. In 1934 gaf Hitler Himmler de eerste aanwijzingen dat “(...) Wittje, een voormalig officier, uit de Reichswehr was ontslagen op verdenking van homoseksualiteit.” Hitler vertrouwde op de informatie van de Rijksminister van Oorlogsminister Blomberg. Zelfs toen gaf Himmler hem een nieuw bestaan. Anderen die alleen van homoseksualiteit werden verdacht, konden een dergelijke clementie niet verwachten: de chauffeur van Wittjes werd in 1936 uit de SS gezet en overgebracht naar het concentratiekamp Sachsenhausen. Volgens verklaringen over Wittje's avances ging Himmler ervan uit dat hij "zelf een man was met een niet erg zuiver geweten", omdat hij "lange tijd in een dergelijke positie had volhard".
Ook na zijn uitzetting uit de SS bleef Wittje een overtuigd nationaalsocialist. In een brief aan Richard Hildebrandt, een paar dagen na het Complot van 20 juli 1944, schreef hij:
Denn ein Wunder war es, daß der Führer errettet wurde. […] Wir sind darin doch selbstverständlich ein und derselben Meinung und werden auch darin übereinstimmen, daß am Ende nach unserer Meinung wieder einmal alles noch zu großzügig und milde erledigt worden ist. Wenn wir diese Schweine nicht mit Stumpf und Stil [sic] ausrotten, haben wir in einigen Jahren das Theater wieder.
Het was een wonder dat de Führer werd gered. […] Wij zijn uiteraard dezelfde mening toegedaan en zullen het er ook mee eens zijn dat uiteindelijk, naar onze mening, alles weer eens te genereus en mild is gedaan. Als we deze varkens niet met stijl uitroeien, hebben we het theater over een paar jaar weer terug.

## Carrière
Wittje bekleedde verschillende rangen in zowel de Beiers leger als Allgemeine-SS. De volgende tabel laat zien dat de bevorderingen niet synchroon liepen.
| Datums            | Beiers leger | Reichswehr | NSDAP               | Allgemeine-SS       |
| ----------------- | ------------ | ---------- | ------------------- | ------------------- |
| 5 maart 1913      | Fahnenjunker | —          | —                   | —                   |
| Juni 1914         | Leutnant     | —          | —                   | —                   |
| September 1917    | Oberleutnant | —          | —                   | —                   |
| 1 juni 1925       | —            | Hauptmann  | —                   | —                   |
|                   | —            | —          | Gauredner der NSDAP | —                   |
| 1 maart 1931      | —            | —          | —                   | SS-Mann             |
| 7 maart 1931      | —            | —          | —                   | SS-Scharführer      |
| 26 juni 1931      | —            | —          | —                   | SS-Sturmführer      |
| 2 november 1931   | —            | —          | —                   | SS-Sturmbannführer  |
| 15 november 1931  | —            | —          | —                   | SS-Standartenführer |
| 11 augustus 1932  | —            | —          | —                   | SS-Oberführer       |
| 3 juli 1933       | —            | —          | —                   | SS-Brigadeführer    |
| 15 september 1933 | —            | —          | —                   | SS-Gruppenführer    |

## Lidmaatschapsnummers
- NSDAP-nr.: 256 189[19] (lid geworden 1 juni 1931[3])
- SS-nr.: 5 870[19] (lid geworden 1 maart 1931[3][20])

## Onderscheidingen
Selectie:
- IJzeren Kruis 1914, 1e Klasse[3][21] en 2e Klasse[3][21]
- Gewondeninsigne 1918 in zwart[3][21]
- Ehrendegen des Reichsführers-SS[21]
- SS-Ehrenring[21]
- Erekruis voor Frontstrijders in de Wereldoorlog[21] in 1934[3]